# Incendio di Pedrógão Grande
L'incendio di Pedrógão Grande è stato un incendio boschivo sviluppatosi nel pomeriggio del 17 giugno 2017 nel comune di Pedrógão Grande, nel Distretto di Leiria, in Portogallo, che ha causato 65 morti e 254 feriti.
Nonostante l'incendio abbia coinvolto anche i comuni limitrofi, la maggior parte delle persone sono morte nei pressi di Pedrógão Grande, quando l'incendio ha raggiunto la strada sorprendendo le persone nelle auto che tentavano di fuggire. Per contrastare l'incendio sono stati impiegati 1700 pompieri e successivamente sono stati dichiarati 3 giorni di lutto nazionale. In supporto ai vigili del fuoco portoghesi, per contrastare l'incendio sono intervenuti anche gli aerei antincendio di Francia, Italia, Marocco e Spagna. Nonostante la causa dell'incendio venga attribuita ad un fulmine, il presidente dei vigili del fuoco del Portogallo si disse convinto che l'incendio fu causato da un piromane.

## Contesto e cause
Colpito da un'ondata di calore con picchi oltre i 40°, durante la notte tra il 17 e il 18 giugno 2017, in tutto il Portogallo sono scoppiati 156 incendi, in particolare nelle zone montuose a 200 km a nord-est di Lisbona. 
I temporali presenti in quelle ore potrebbero aver acceso alcuni incendi: Almeida Rodrigues, direttore nazionale della polizia giudiziaria, ha infatti dichiarato che la polizia, insieme alla Guardia nazionale repubblicana, ha individuato l'albero colpito da un fulmine che ha originato l'incendio. Le foreste della regione dove si trova Pedrógão Grande, sono prevalentemente costituite da pini e da eucalipti, quest'ultima è considerata una specie invasiva che negli ultimi dieci anni hanno superato la quantità di conifere presenti.

## Eventi
Nell'incendio sono morte 65 persone e 254 sono rimaste ferite, tra cui 13 vigili del fuoco. Un totale di circa 53 000 ettari di terreno è stato bruciato dagli incendi. Di questi, 29 693 ettari nel solo territorio comunale di Pedrógão Grande.
Il luogo in cui vi è stato il maggior numero di morti è una strada rurale di Pedrógão Grande, dove 47 persone sono morte sorprese dal fuoco all'interno o nei pressi delle proprie auto: 30 persone sono morte intrappolate nei loro veicoli mentre gli altri 17 sono morti nel tentativo di fuggire a piedi. 11 persone sono morte a Nodeirinho, nei pressi dell'autostrada IC8. Dodici persone sono sopravvissute vicino nei pressi di Mó Grande rifugiandosi in un grande serbatoio d'acqua vicino all'autostrada. Decine di piccole comunità sono state gravemente colpite.
Il primo ministro António Costa ha definito il disastro come la più grande tragedia mai vista negli ultimi anni in termini di incendi boschivi, dichiarando poi tre giorni di lutto nazionale. 
Più di 1700 pompieri sono stati dispiegati per combattere gli incendi. Francia e Spagna hanno fornito un piano collettivo di cinque aerei antincendio e 200 membri dell'unità di emergenze militari e l'Unione europea, il 18 giugno, ha iniziato a coordinare gli sforzi di soccorso internazionali a cui ha partecipato anche il Marocco.  Il fumo basso ha impedito a lungo i soccorsi aerei. Alcuni sopravvissuti hanno criticato la risposta inadeguata del governo, lamentando di avere atteso per ore prima che i vigili del fuoco li raggiungessero.

## Reazioni
Numerosi messaggi di cordoglio sono stati espressi dal papa, dal segretario generale dell'ONU, dall'Unione europea e dai leader dei suoi stati membri.
Nel pomeriggio del 18 giugno, la nazionale portoghese di calcio impegnata in Russia nella FIFA Confederations Cup 2017, ha disputato la partita contro il Messico con il lutto al braccio.

Salvador Sobral, cantante portoghese vincitore dell'Eurovision Song Contest 2017, ha annunciato che avrebbe devoluto alle persone colpite dagli incendi i proventi delle vendite del suo CD durante il concerto di Ourém.